# Gustave Bertinot
Gustave Nicolas Bertinot, född den 23 juni 1822 i Louviers, död den 10 april 1888 i Paris, var en fransk kopparstickare.
Bertinot var lärjunge av Achille Martinet, erhöll Rompriset 1850, var efter studierna i Italien verksam i Paris, där han 1875 efterträdde sin lärare som professor vid École des beaux-arts och 1878 blev ledamot av akademien. De främsta av de 36 blad, som han efterlämnat, anses tillhöra de mest betydande bland 1800-talets franska kopparstick. Bland hans verk märks stick efter Velazquez (påven Innocentius X:s porträtt), Luini (Salome), van Dyck (Madonna och Tillbedjande), Ingres, Baudry med flera samtida franska målare.